# شهرستان سیلیسترا
شهرستان سیلیسترا (به بلغاری: Silistra Municipality) یک شهرستان در بلغارستان است که در استان سیلیسترا واقع شده‌است. شهرستان سیلیسترا ۵۱۵٫۸۹ کیلومتر مربع مساحت و ۵۴٬۸۸۵ نفر جمعیت دارد.